# جون كارتر كاش
جون كارتر كاش (بالإنجليزية: John Carter Cash)‏ (و. 1970 – م)هو منتج أفلام، ومغن، وكاتب، ومنتج أسطوانات، ومغن مؤلف، وملحن من الولايات المتحدة الأمريكية . ولد في ناشفيل، تينيسي .

## روابط خارجية
- جون كارتر كاش على موقع IMDb (الإنجليزية)
- جون كارتر كاش على موقع ميوزك برينز (الإنجليزية)
- جون كارتر كاش على موقع أول ميوزيك (الإنجليزية)
- جون كارتر كاش على موقع ديسكوغز (الإنجليزية)
- جون كارتر كاش على موقع قاعدة بيانات الفيلم (الإنجليزية)